# Симарон (притока Арканзаса)
Симарон (енгл. Cimarron River) је река која протиче кроз САД. Дуга је 1,123 km. Протиче кроз америчке савезне државе Оклахома, Колорадо и Канзас. Улива се у Арканзас.